# École normale d'Oulu
L'école normale d'Oulu (en finnois : Oulun normaalikoulu, ou Norssi en abrégé) est une école normale de la faculté d'éducation de l'université d'Oulu. 
Elle est située dans les quartiers Linnanmaa et Koskela à Oulu en Finlande.

## Présentation
Le lycée de l'école normale est une unité du département de formation des enseignants de l’université d'Oulu qui, en plus d’enseigner aux élèves, a pour mission de former les futurs enseignants par la pratique.
L’école normale d’Oulu est dans le quartier universitaire de Linnanmaa et à Koskela. 
L’école normale d’Oulu comprend les classes 1 à 6 à Linnanmaa, les classes les classes 7 à 9 à Koskela et le deuxième cycle de l’enseignement secondaire à Linnanmaa,.

## Anciens étudiants connus
- M. A. Castrén (1826–1830)
- Anders Chydenius
- Johan Jakob Nervander (1813–1816)
- Johan Ludvig Runeberg, (1812–1814)
- Gösta Serlachius (1895)
- Johan Vilhelm Snellman (1816–1822)
- Karl Emil Ståhlberg
- Zacharias Topelius (1829–1833)

## Galerie

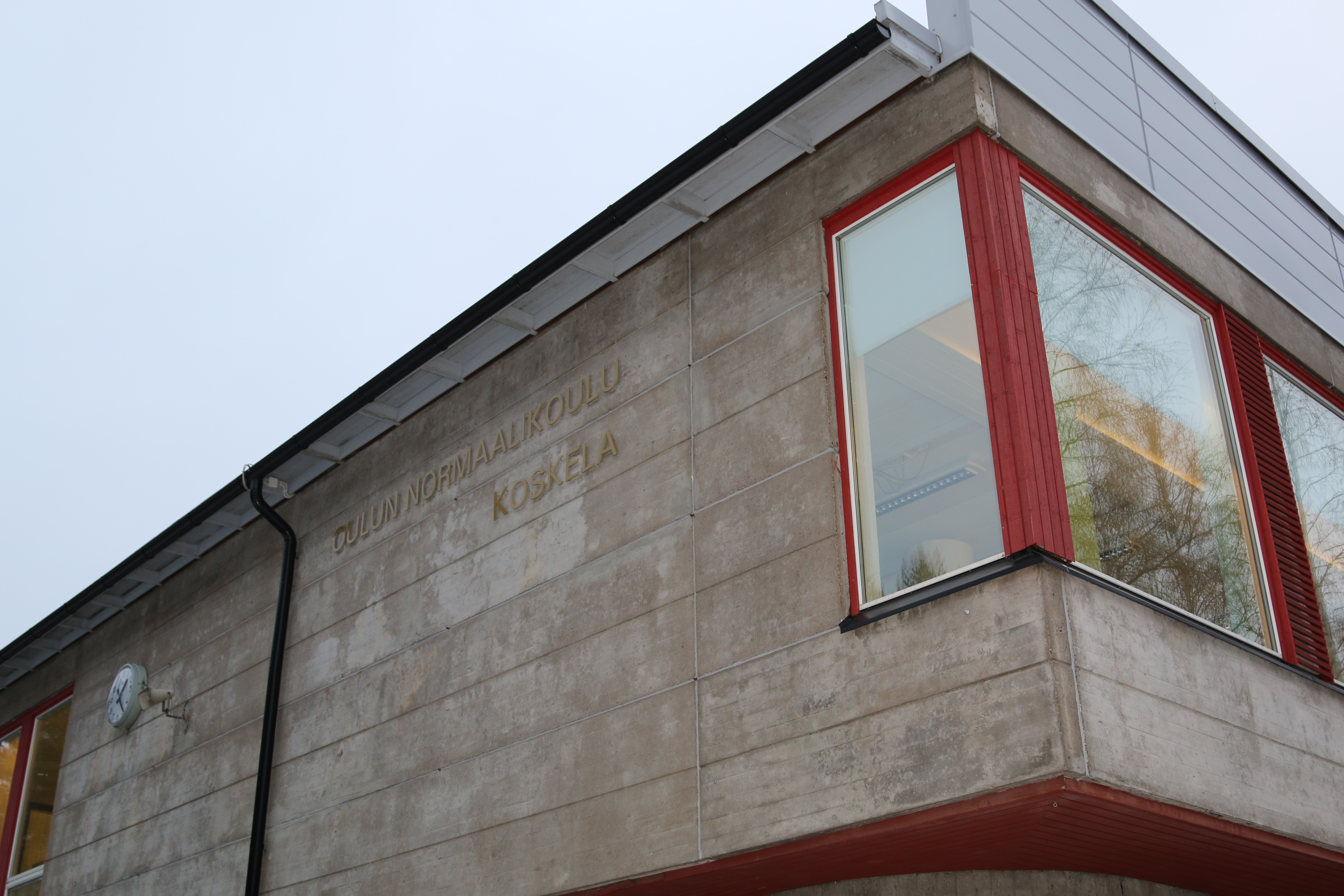
Le site de Koskela.
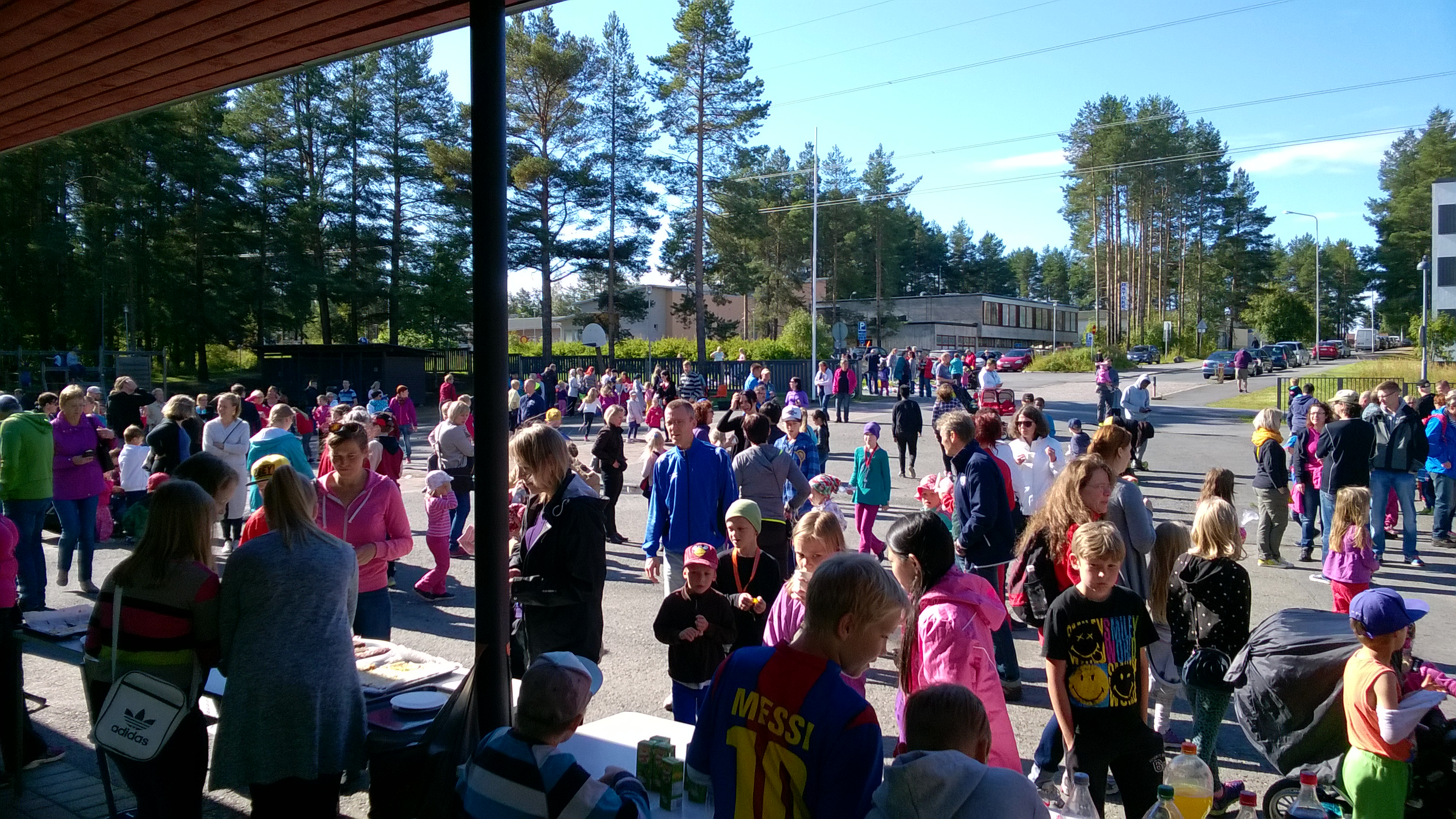
Fête en 2015.